# حمله ۲۰۱۷ منیا
حمله ۲۰۱۷ منیا (به عربی المنیا) حمله به اتوبوس مسیحیان قبطی در مصر است که صبح روز جمعه ۲۶ ماه مه ۲۰۱۷ در استان منیا واقع در جنوب مصر به وقوع پیوست. یک گروه مسلح به اتوبوس حامل مسیحیان قبطی حمله کردند و دست‌کم ۲۹ نفر کشته و ۲۲ نفر دیگر زخمی شدند. مسافران این اتوبوس در حال عزیمت به «دیر صموئیل مقدس» واقع در استان بنی‌سویف بودند که در استان منیا مورد حمله قرار گرفتند. یکی از مسئولان وزارت بهداشت مصر گفت که اغلب قربانیان از نزدیک به آنها شلیک شده است.
روز شنبه ۲۷ مه ۲۰۱۷ گروه موسوم به «حکومت اسلامی عراق و شام» یا داعش، مسئولیت این حمله را به عهده گرفت.

## اقدامات امنیتی
نیروهای ویژه امنیتی وابسته به وزارت کشور مصر همهٔ درهای خروجی این منطقه را برای جلوگیری از فرار عاملان این هجوم محاصره کرده‌اند. از زمان حملات ماه آوریل ۲۰۱۷ در مصر در آستانه عید پاک، وضعیت اضطراری سه‌ماهه در این کشور برقرار شده است.
بنا به خبر منتشر شده در ۴ ژوئن ۲۰۱۷ نمایندگان پارلمان مصر وضعیت فوق‌العاده این کشور را برای سه ماه دیگر تمدید کردند.

## واکنش‌ها

### داخلی
عبدالفتاح سیسی، رئیس‌جمهور مصر به دنبال وقوع این حمله جلسهٔ فوق‌العاده‌ای با مقامات امنیتی این کشور برگزار کرد و دولت مصر نیز تأکید کرد که مهاجمان به هدف خود که ایجاد تفرقه بین ملت مصر است، نخواهند رسید.
دکتر احمد الطیب رئیس دانشگاه اسلامی الازهر که در زمان وقوع حادثه در آلمان به سر می‌برد، این حمله تروریستی را محکوم کرد و گفت: «این اقدام با همه ارزش‌های اسلامی مخالف است و نه مسلمانان آن را می‌پذیرند و نه مسیحیان. این کار با هدف ضربه زدن به ثبات و امنیت مصر انجام می‌گیرد.» وی از همه مصری‌ها خواست که در صفی محکم و منسجم برابر تروریسم بایستند.

### خارجی
این رخداد موج محکومیت‌های بین‌المللی را نیز به دنبال داشت. دونالد ترامپ رئیس جمهور آمریکا ضمن محکوم کردن کشتار مسیحیان قبطی، خواستار مجازات عاملان این حمله شد، پاپ فرانسیس، رهبر کاتولیک‌های جهان نیز در پیامی به خانواده‌های قربانیان این حمله تسلیت گفته است. دفتر بنیامین نتانیاهو، نخست‌وزیر اسرائیل بیانیه داد و به‌شدت این رخداد را محکوم کرد. دولت آلمان نیز در واکنش به این حمله ضمن ابراز تاسف عمیق تأکید کرد که آلمان به قوی‌ترین شکل ممکن حمله به جماعت مؤمنان را محکوم می‌کند. ایتالیا این حمله را محکوم کرد. انجلینو الفانو وزیر امورخارجه ایتالیا در بیانیه‌ای ضمن ابراز تاسف از حمله تروریستی به اتوبوس حامل مسیحیان قبطی در مصر، این واقعه را به شدت محکوم کرد. ترکیه حمله تروریستی علیه مسیحیان قبطی در مصر را بشدت محکوم کرد و وزارت امور خارجه این کشور با انتشار اطلاعیه‌ای به خانواده‌های قربانیان حمله و ملت مصر تسلیت گفت.

### کشورهای عربی
کشورهای عربی این حادثه را محکوم کردند. ملک عبدالله دوم پادشاه اردن با ارسال پیام تسلیت به رئیس جمهور مصر ضمن محکوم کردن این حادثه از ایستادگی کشورش در کنار مردم مصر در مسیر مبارزه با تروریسم خبر داد. وزارت امورخارجه بحرین نیز با صدور بیانیه‌ای حادثه تروریستی حمله به مسیحیان مصر را به شدت محکوم کرد و ضمن تسلیت به مردم مصر و مسیحیان این کشور از آمادگی این کشور در همراهی با مصر در مبارزه با تروریسم و نابودی خشونت و افراط‌گرایی خبر داد. همچنین شیخ صباح احمد جابر الصباح امیر کویت با محکوم نمودن این رخداد تروریستی به دولت، مردم و خانواده مسیحیان مصری تسلیت گفت و بر لزوم همکاری بین‌المللی برای جلوگیری از گسترش تروریسم و نابودی منابع حمایتی آن تأکید کرد. وزارت خارجه امارات متحده عربی نیز این حادثه را محکوم کرد و جامعه جهانی را به اتخاذ رویکرد مشترک برای نابودی با این وبای جهانی دعوت کرد.

## حملات هوایی علیه لیبی
جتهای جنگنده مصری غروب روز جمعه ۲۶ مه ۲۰۱۷ حملات هوایی بر روی کمپی در شهر درنا واقع در مرز لیبی را انجام دادند. عبدالفتاح السیسی رئیس‌جمهور مصر گفت او فرمان این حمله هوایی را علیه کمپ‌های تروریستی داده است. دولت مصر نیز گفت این کمپ شبه نظامیانی را آموزش داده که ده‌ها نفر از مسیحیان را در اوایل این روز کشته‌اند. منابع نظامی مصر گفتند ۶ حمله هوایی حوالی غروب بر روی این پایگاه شبه نظامیان نزدیک درنا در شرق لیبی انجام شد.